# Rockoon
『Rockoon』（ロックーン）は、THE SQUARE4作目のアルバム。
1980年4月1日にリリース。

## 解説
スクェア4作目のアルバム。
全9曲入。それまでジャズの1ジャンルとしてのフュージョンの枠内に留まっていたスクェアがジャズの枠を取り払い制作したアルバム。
キーボードが宮城純子から久米大作、ドラムがマイケル河合から青山純に交代。
パーカッションの仙波清彦は前作まで本名名義で活動したが本作では「セんバきヨひコ」という芸名を名乗る（後に本名に戻す）。
ヴォーカル曲を3曲収録、古原正人がヴォーカルを担当。リンダ・ヘンリックが作詞を手掛けた。
3曲目「TOMORROW'S AFFAIR」の日本語タイトルは「トゥモロー」。TBS系列ドラマ『突然の明日』のテーマ曲で先行シングルとなる。また本曲は｢IT'S MAGIC｣｢OMENS OF LOVE｣｢宝島｣と同様に、奥慶一編曲、東京佼成ウインドオーケストラ演奏による吹奏楽版が存在。初出音源は『New Sounds In Brass '94』（1994年）に収録。この編曲は、同じく奥が編曲で携わったSQUAREのオーケストラアレンジアルバム『HARMONY』（1993年）の編曲に類似している。

## 収録曲
1. ROCKOON - 安藤まさひろ、久米大作、青山純作曲
2. REALLY LOVE - リンダ・ヘンリック作詞、安藤まさひろ作曲
3. TOMORROW'S AFFAIR - 安藤まさひろ作曲
4. BANANA - 安藤まさひろ作曲
5. 複眼人生 (THE WAY I FEEL) - セんバきヨひコ作曲
6. LITTLE POP SUGAR - 安藤まさひろ作曲
7. COME BACK - リンダ・ヘンリック作詞、安藤まさひろ作曲
8. IT'S HAPPENING AGAIN - リンダ・ヘンリック作詞、安藤まさひろ作曲
9. GOOD NIGHT - 安藤まさひろ作曲